# Ascidia alterna
Ascidia alterna är en sjöpungsart som beskrevs av Monniot 1991. Ascidia alterna ingår i släktet Ascidia och familjen Ascidiidae. Inga underarter finns listade i Catalogue of Life.